# Баран Орест Михайлович
Баран Орест Михайлович (24.05.1955 м. Львів) — український бандурист, син Михайла Барана.
У 1989 р. закінчив Львівську консерваторію (клас бандури В. Герасименка). Лауреат міжнародних конкурсів та фестивалів, соліст Львівської філармонії, а згодом з 1998 її директор.